# 우가타정
우가타정(鵜方町)은 일본 미에현 시마군에 설치되었던 정이다. 현재의 시마시의 일부에 해당한다.